# فيليب ديفيز (مؤرخ)
فيليب ديفيز (بالإنجليزية: Philip Davies)‏ هو مؤرخ بريطاني، ولد في أغسطس 1950.